# Jan Chryzostom Głębocki
Jan Chryzostom Głębocki herbu Doliwa (zm. 1754) – kasztelan kruszwicki.

## Rodzina
Rodzina Głębockich pieczętująca się herbem Doliwa pochodziła z Głębokiego w powiecie radziejowskim. Ojciec Jana, Wojciech był marszałkiem sejmu radziejowskiego, sędzią ziemskim kruszwickim i sędzią ziemskim brzeskim. Matka Jadwiga Malczewska pochodziła z rodziny szlacheckiej. Miał czterech braci: Sebastiana, Andrzeja – wojewodę rawskiego, Ludwika – cześnika brzeskokujawskiego i Bartłomieja – podczaszego brzeskokujawskiego.
Ożenił się z Ewą Mniewską. Z małżeństwa urodziło się dwóch synów: Józef – kasztelan kruszwicki, Wojciech – podczaszy kruszwicki.

## Pełnione urzędy
Pełnił obowiązki sędziego ziemskiego brzeskokujawskiego od 1700 r. Był komornikiem granicznym inowrocławskim. Urząd starosty nieszawskiego objął w 1706 r. W latach 1728–1754 sprawował urząd kasztelana kruszwickiego.
Posiadał dobra majątkowe: Wąsowo i Grudowo.